# Joan Prats Bonet
Joan Prats Bonet (San Antonio Abad, Ibiza, 1942-Ibiza, 23 de febrero de 2023) fue un arquitecto, historiador y político español.

## Biografía
Licenciado por la Universidad de Barcelona, fue autor de diferentes proyectos de restauración del patrimonio arquitectónico de las islas de Ibiza y Formentera. Destacado miembro de las Comisiones de Urbanismo y del Patrimonio Histórico-artístico de las Pitiusas, así como los planes especiales de protección de los barrios de Dalt Vila y Sa Penya y la Marina.
En las elecciones municipales de 1979 fue elegido alcalde de Ibiza por la UCD, cargo que ejerció hasta 1983. En su vertiente como investigador de temas y personajes de las Pitiusas ha sido miembro de las Juntas Directivas del Institut d'Estudis Eivissencs, de Amigos de Cristóbal Colón, de la Asociación Española contra el Cáncer, y del Rotary Club de Ibiza. 
Fue colaborador de la Asociación Amigos de s'Arxiduc y autor del cuaderno El archiduque Luís Salvador, un personaje de novela, publicado por el Consejo Insular de Ibiza y Formentera. También publicó otras biografías de personajes ibicencos patrocinadas por la Asociación de Amigos del Museo Arqueológico de Ibiza y Formentera. Fue colaborador habitual de las revistas Ibiza, El Pitiús y de la Enciclopedia de Ibiza y Formentera. 
En 2004 recibió el Premio Ramon Llull.

## Obras
- Antoni Torres Mayans, un misionero ibicenco a Australia
- Josep Riquer i Llobet, un señor Dalt Vila
- Carnavales, disfrazados y encerrado
- Felip Curtoys i Valls i el seu temps